# 정민아 (아나운서)
정민아(1982년 9월 28일 ~ )는 대한민국의 CBS 소속 아나운서이다.

## 학력
- 1998년 ~ 2001년 : 대원외국어고등학교
- 2001년 ~ 2005년 : 서강대학교 신문방송학, 경영학 학사

## 수상
- 2015년 한국 아나운서 대상 클럽상
- 2019년 제46회 한국방송대상 개인상 아나운서상

## 출연작

### CBS
- CBS 아침종합뉴스
- CBS 저녁종합뉴스
- 좋은아침 정민아입니다 (2010년 5월 10일 ~ 2010년 10월 9일)
- 정민아의 Amazing grace
- 정민아의 내가 매일 기쁘게
- 그대 창가에 정민아입니다 (2015년 9월 20일 ~ 2018년 9월 30일 / 2020년 3월 29일 ~ 현재)